# Aloísio Roque Oppermann
Aloísio Roque Oppermann SCI (* 19. Juni 1936 in São Vendelino, Rio Grande do Sul; † 27. April 2014 in Uberaba, Minas Gerais) war ein brasilianischer Ordensgeistlicher und römisch-katholischer Erzbischof von Uberaba.

## Leben
Aloísio Roque Oppermann stammte aus São Vendelino (dt. St. Wendelin), einer Stadt die 1855 von Deutschen, Niederländern und Schweizer besiedelt wurde. Er trat der Ordensgemeinschaft der Dehonianer bei und studierte Philosophie in Brusque sowie Theologie in Taubaté, wo er auch am 29. Juni 1961 durch Francisco Borges do Amaral die Priesterweihe empfing. Er war Rektor des Seminars sowie des Instituto dos Meninos de São Judas Tadeu und des Waisenhauses Orfanato São Judas in São Paulo. In Curitiba und Varginha war er als Pfarrer tätig.
Papst Johannes Paul II. ernannte ihn am 22. Januar 1983 zum ersten Bischof von Ituiutaba. Der Apostolische Nuntius in Brasilien, Erzbischof Carlo Furno, spendete ihm am 21. April 1983 die Bischofsweihe; Mitkonsekratoren waren Alfredo Vicente Kardinal Scherer, emeritierter Erzbischof von Porto Alegre, Benedito de Ulhôa Vieira, Erzbischof von Uberaba, und Estêvão Cardoso de Avellar OP, Bischof von Uberlândia. Als Wahlspruch wählte er Christus Dominus. 
Am 9. November 1988 wurde er zum Koadjutorbischof von Campanha ernannt. Mit der Emeritierung Aloísio Ariovaldo Amarals CSsR am 15. Mai 1991 folgte er ihm als Bischof von Campanha nach. Am 28. Februar 1996 wurde er durch Johannes Paul II. zum Erzbischof von Uberaba ernannt.
In der brasilianischen Bischofskonferenz war er Koordinator der östlichen Liturgie über fünf Wahlperioden und Mitglied des ständigen Rates der CNBB.
Am 7. März 2012 nahm Papst Benedikt XVI. das von Aloísio Roque Oppermann aus Altersgründen vorgebrachte Rücktrittsgesuch an.  
Aloísio Roque Oppermann war bekannt für sein Engagement für die Soziale Kommunikation. Als einer der ersten initiierte er eine Pressestelle in seiner Diözese. Er engagierte sich in Radio und Zeitung. Als Kolumnist war er präsent, wie auch als Verfasser von acht Büchern.
Er starb überraschend und wurde am 28. April 2014 in der Metropolitan-Kathedrale von Uberaba bestattet.